# SEAT 1200 Sport
SEAT 1200 Sport – samochód sportowy produkowany w zakładach Seata w latach 1975–1979. Otrzymał on nowoczesne stylowe nadwozie typu coupé, które zostało zaprojektowane przez NSU. Samochód miał czterocylindrowy, czterosuwowy silnik o mocy 66 (1197 cm³) lub 77 KM (1438 cm³). Samochód miał niewielką wagę - 805 kg i dzięki temu przyspieszał do setki w niecałe 14,5 sekundy. Osiągał prędkość maksymalną 157 km/h. W samochodzie zastosowano 4-biegową, manualną, zsynchronizowaną skrzynię biegów. Sprzedano 19 332 egzemplarzy.

## Dane techniczne
| SEAT                            | 1200 Sport                                                                  | 1430 Sport                                                                  |
| ------------------------------- | --------------------------------------------------------------------------- | --------------------------------------------------------------------------- |
| Silnik:                         | R4, benzynowy, czterosuwowy, OHV, zamontowany poprzecznie nad osią przednią | R4, benzynowy, czterosuwowy, OHV, zamontowany poprzecznie nad osią przednią |
| Pojemność skokowa:              | 1197 cm³                                                                    | 1438 cm³                                                                    |
| Średnica cylindra x skok tłoka: | 73 x 71,5 mm                                                                | 80 x 71,5 mm                                                                |
| Moc maksymalna:                 | 67 KM przy 5600 obr./min                                                    | 77 KM przy 5400 obr./min                                                    |
| Maksymalny moment obrotowy:     | 90 Nm przy 3700 obr./min                                                    | 111 Nm przy 3400 obr./min                                                   |
| Stopień sprężania:              | 8,8:1                                                                       | 9,0:1                                                                       |
| Układ zasilania:                | gaźnik                                                                      | gaźnik                                                                      |
| Układ chłodzenia:               | silnik chłodzony cieczą                                                     | silnik chłodzony cieczą                                                     |
| Skrzynia biegów:                | 4-biegowa manualna, zsynchronizowana, napęd przedni                         | 4-biegowa manualna, zsynchronizowana, napęd przedni                         |
| Hamulce:                        | oś przednia - tarczowe, oś tylna - bębnowe                                  | oś przednia - tarczowe, oś tylna - bębnowe                                  |
| Prędkość maksymalna:            | 157 km/h                                                                    | 164 km/h                                                                    |
| 0–100 km/h:                     | 14,5 s                                                                      | b/d                                                                         |
| Średnie zużycie paliwa (DIN):   | b/d                                                                         | 7,0 l / 100 km                                                              |